# 拉塞莱特 (克勒兹省)
拉塞莱特（法語：La Cellette，法語發音：[la selɛt]）是法国克勒兹省的一个市镇，属于盖雷区。

## 地理
拉塞莱特（46°24'14"N, 2°0'51"E）面积21.48 平方千米，位于法国新阿基坦大区克勒兹省，该省份为法国中部省份，位于法國中央高原西北部，北起安德尔省和谢尔省，西接维埃纳省，南至科雷兹省，东临多姆山省，东北与阿列省接壤。
与拉塞莱特接壤的市镇（或旧市镇、城区）包括：贝泰特、热努亚克、穆捷马尔卡、努济耶、泰尔西亚、萨兹赖。

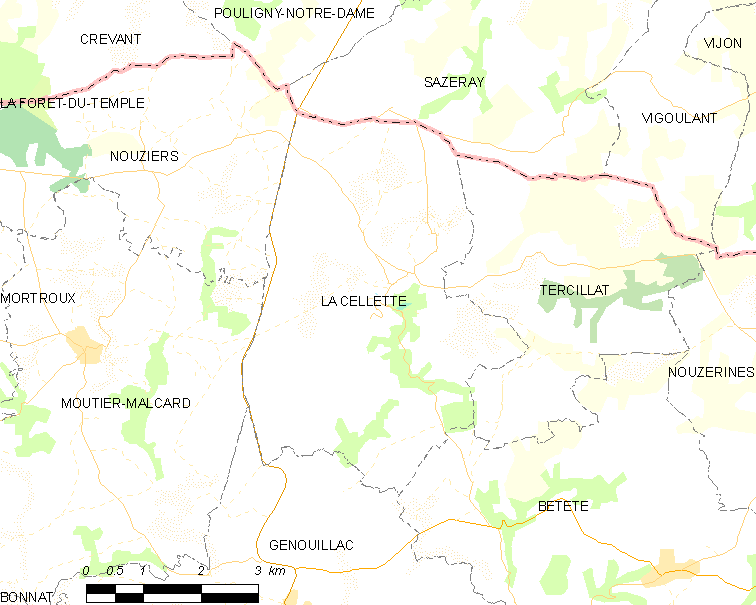
的OSM定位图

拉塞莱特的时区为UTC+01:00、UTC+02:00（夏令时）。

## 行政
拉塞莱特的邮政编码为23350，INSEE市镇编码为23041。

## 政治
拉塞莱特所属的省级选区为博纳县。

## 人口

1962-2008年间人口变化图示

拉塞莱特于2022年1月1日时的人口数量为251人。